# Pedaliodes fuscata
Pedaliodes fuscata är en fjärilsart som beskrevs av Felder 1867. Pedaliodes fuscata ingår i släktet Pedaliodes och familjen praktfjärilar. Inga underarter finns listade i Catalogue of Life.